# Starless starlight
Starless starlight is een studioalbum van David Cross en Robert Fripp.
Het album bevat variaties dan wel arrangementen van het nummer Starless van King Crimsons studioalbum Red. Het nummer is binnen de progressieve rock bekend vanwege de duur (12:16), hevig mellotrongebruik, minimal music- en freejazz-elementen. Van dat alles is op dit album niets terug te vinden, het nummer is in diverse versies opgenomen in de stijl van de soundscapes van Fripp en het spel van Cross op elektrische viool. Cross en Fripp noemden het zelf in het boekwerkje een los samenwerkingsverband; Cross zou het begonnen zijn, Fripp maakte het af. Het idee voor dit album toen Cross een concert van Fripp in 2006 bijwoonde waarbij Fripp in een soundscape zich ineens wendde tot het beginthema van dit nummer, dat uit de pen van Cross zou zijn gekomen.

## Musici
- David Cross – elektrische viool
- Robert Fripp – gitaar
- Tony Lowe – toetsinstrumenten (tracks 1, 2, 4, 5, en 8)

## Muziek
| Nr. | Titel                               | Duur  |
| --- | ----------------------------------- | ----- |
| 1.  | Starless starlight loops            | 11:35 |
| 2.  | In the shadow                       | 5:36  |
| 3.  | Shine and fall                      | 6:43  |
| 4.  | Starless theme                      | 5:16  |
| 5.  | One by one the stars were going out | 6:50  |
| 6.  | Fear of starlight                   | 3:50  |
| 7.  | Starlight trio                      | 11:59 |
| 8.  | Sure of the dark                    | 3:53  |